# Grabert-Werft

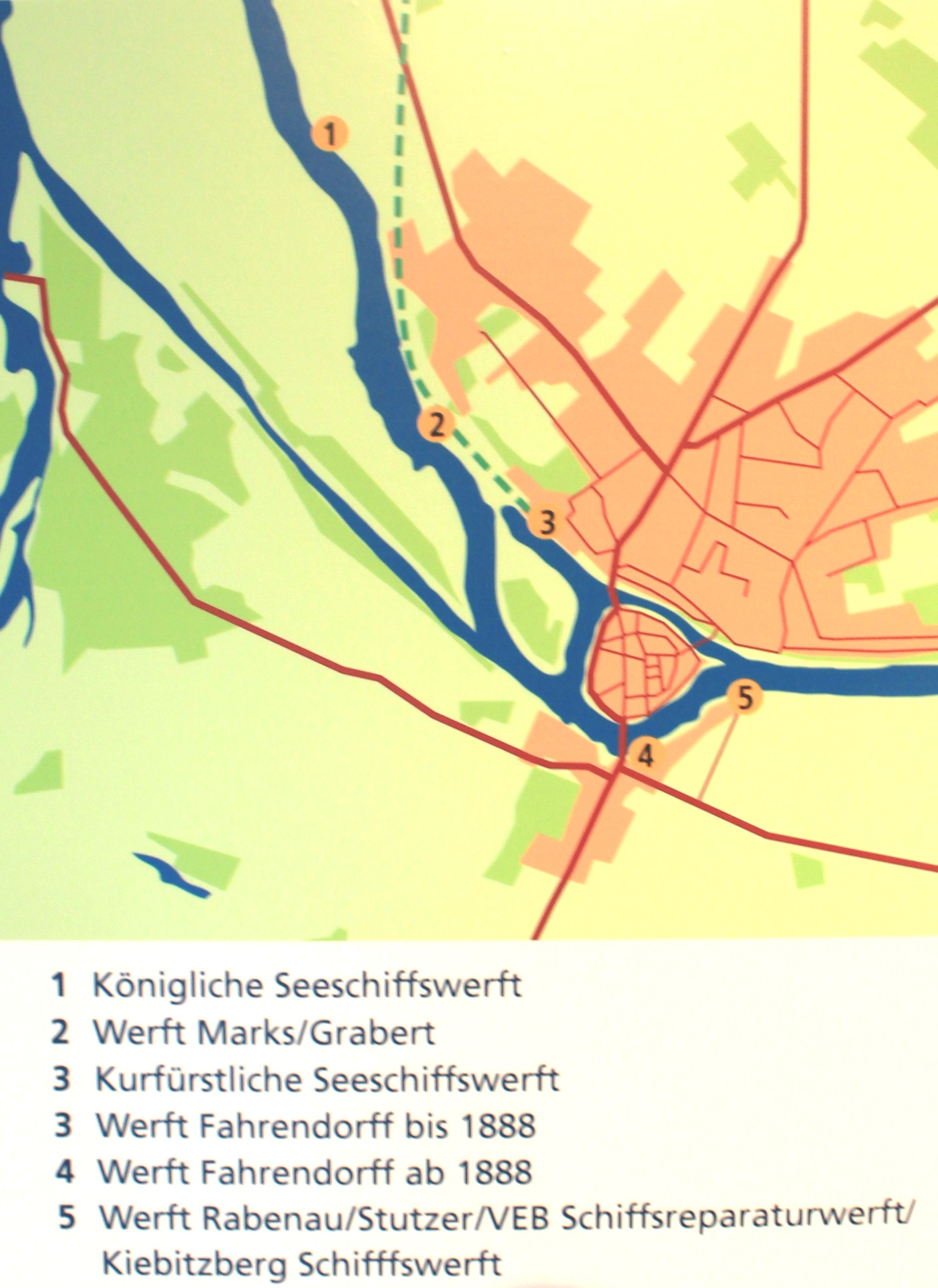
Grabert-Werft in Havelberg

Die Grabert-Werft wurde 1893 von Robert Marks und Franz Grabert in Havelberg gegründet.
Die Werft befand sich an der Havel etwa in der Mitte zwischen den beiden ehemaligen Plätzen der Kurfürstlichen Werft und der Königlichen Seeschiffswerft. Auf der Slipanlage wurden vorwiegend Reparaturen für Schiffe aus der Havel- und Elberegion durchgeführt. 
Die beiden Gründer trennten sich 1903. Auf der Grabert-Werft entstand 1894, nach anderer Quelle 1904, ein Schleppkahn namens Auguste, der an eine schlesische Reederei in Breslau abgeliefert wurde. 1914 entstand hier der Binnenfrachter Fahrwohl mit einer Länge von 59 m, 8 m Breite und 2,15 m Tiefgang und einer Tonnage von 660 t für einen Berliner Auftraggeber, der von einem MaK-Motor angetrieben wurde. Im Jahr 1927 oder 1928 wurde auf der Grabert-Werft ein Binnenfrachter gebaut, der für eine Hamburger Reederei abgeliefert wurde.